# 真黒毛ぼっくす
真黒毛ぼっくす（まっくろけぼっくす）は日本の音楽バンド。1985年に大槻泰永と柳平文夫を中心に結成。1997年以降は大槻の単独ユニットとなり、不特定多数の演奏者をその都度招集しながらライブを中心に活動している。

## 来歴
1985年、大槻泰永（大槻ヒロノリ）と柳平文夫を中心に結成。6月、EastWest予選に参加。その際のキーボードはUNICORN加入前の阿部義晴だった。その後、月2～4本というペースでライブ活動を展開。1985年秋には、吉祥寺曼荼羅にてTHE BLUE HEARTSと対バンした。
1988年、BUCK-TICKやSOFT BALLET、THE STREET BEATSなどを輩出したレーベル、太陽レコードよりデビューミニアルバム『ダイナマイト』を発表。同年末には内田裕也主催のNEW YEARS ROCK FESTIVALに出演。以降、同イベントの常連となる（全9回出演）。
1990年、自身のレーベル『青空レコード』を設立し、1枚目のアルバム『白痴』を発表。また直後、三宅裕司のいかすバンド天国にも出演した。
その後のバンドブーム終焉後も活動を継続していたが、1995年冬、柳平の脱退をきっかけに一旦活動を停止した。
1997年、大槻のソロユニットとして活動再開。弾き語り、少人数からホーンを加えた大所帯まで、ライブごとにメンバー、編成を変える形式に移行した。1999年には、復活後1枚目のアルバム『歓びのダンス』を発表。
その後も同形式にて東京都を中心にライブ活動を展開している。また、2010年のアルバム『酔いどれ東京ダンスミュジック』以降は約3年に1度のペースでオリジナルアルバムを発表している。
2005年以降、『酔いどれ東京』シリーズとして、多様なゲストを迎えるイベントを不定期開催している。これまでのゲストはあがた森魚、なぎら健壱、斉藤哲夫、シバ、くじら、中川五郎、石川浩司、大木温之（Theピーズ）、曽我部恵一、戸川純、知久寿焼、松崎ナオ（鹿の一族）など。

## 作品

### アルバム
1. 白痴 （1990年2月1日、青空レコード、AOZ-001）
  - 白痴／ジャックナイフとカウボーイハット／イエロージャンク／ジグソーパズル／ダンスだんすDANCE／クレイジーピンク／ジャマイカ国分寺／エンジェル／ハリケーン／東京サンバ／十字路
2. 月の散歩道 （1991年7月21日、青空レコード、AOZ-002）
  - 鉛の船／月の散歩道／ブリキが丘／白いパラソルの女の子／虹の彼方／ダウンタウンベイ／雲の上／BIRTHDAY SONG ／12月2日の唄／自由の鐘／バンドマン／春夢／月夜のためのセレナーデ
3. 歓びのダンス （1999年3月1日、青空レコード、AOZ-003）
  - バナナフィッシュのテーマ／歓びのダンス／パノラ／プロペラ／#9BLUE／ボニー & クライド／バラ色の人生／さすらい波止場／家路／桜の木の下で／パナマの帽子
4. ジャマイカ国分寺 （2003年7月20日、青空レコード、AOZ-007）
  - めんそーれ／月夜のダンスホール／モビーディックの唄／葡萄畑でつかまえて／マンボーダンス／ガジュの木霊／カワラダンス／南北道路／夏の総決算／父親／荒川土手で会いましょう／国分寺あたりで／歓びのダンス
5. 酔いどれ東京ダンスミュジック （2010年2月1日、一般流通盤：2013年7月13日、青空レコード、AOZ-009）
  - モビーディックの唄／チャイナ／嘆きのアコーディオン／中国の工場で働く娘／レフトフライ／アカシアの道／#9BLUE／酔いどれ東京ダンスミュージック／歓びのダンス／オンザビーチ／夕方マイフレンド
6. 峠の我が家 （2012年8月20日、青空レコード、AOZ-010）
  - 今こそ別れ／用水航路／A列車に乗って／ブドウ畑でつかまえて／利根川サンセット／神楽坂くれない劇場／ディスコ／ビスコ／オンリーロンリーサーファーカウボーイ／岬で待つ女／今こそ別れ (リプライズ)／峠の我が家
7. 夢の旅 （2015年3月21日、青空レコード、AOZ-011）
  - 鉛の船／サーフィン高円寺／九十九里浜まで／ディズニーシー／大浜海岸へ／ダウンタウンベイ／赤い車／広瀬川慕情／夢の旅／黄昏のサラリマン／取手暮らし／レノンさん
8. アダチダイナマイトレビュー （2018年4月1日、一般流通盤：2018年4月29日、青空レコード、AOZ-013）
  - 曽我部恵一がゲストボーカルとして参加。
  - アダチダイナマイトレビュー／ひらりひらら／荒川白書／ワンスアポンナタイム／ビールの季節／荒川土手で会いましょう／レフトフライ／新しい唄／オンリーロンリーサーファーカウボーイ／ハレルヤ／血の河／夜明けの唄／赤い車
9. マーキーガール （2019年10月20日、青空レコード、AOZ-014）
  - ディポティーズ／春の坂道／ブドウ畑でつかまえて／パナマの帽子／九十九里浜まで／ダウンタウンベイ／胸／ぼくんち／キネマミュージック／レフトフライ／岬で待つ女／マーキーガール／モビーディックの唄
10. バラ色の人生 （2020年4月26日、青空レコード、AOZ-015）
  - ひかりのテーマ／東京にやって来て／春一番／バカンス／観覧車／緑ヶ丘／夏のロビンソン／キネマミュージック／改札／東京の空の下／バラ色の人生／ひかりのテーマ (リプライズ)／マーキーガール

#### その他のアルバム
1. 腰まで泥まみれ （2007年7月1日、そりゃあ、らくだレコード、SRR-003）
  - 中川五郎との共作
  - 船出ファンファーレ／トカゲ／腰まで泥まみれ／ビッグスカイ／岬で待つ女／バラ色の人生
2. 夏の夜の夢 （2014年9月5日、円盤、FPD-103）
  - 2012年7月14日にShibuya O-EASTにて開催されたイベント『円盤の夏祭り2012』での音源を収録。
  - 今こそ別れ～羽田ブギ／A列車に乗って／ブドウ畑でつかまえて／大浜海岸へ／ビスコ／酔いどれ東京ダンスミュジック／歓びのダンス／Mama Shile Oga／モビーディックの唄～今こそ別れ (Reprise)
3. 酔いどれ東京ダンスミュジックBOOTLEG （2017年10月7日）
  - アルバム『酔いどれ東京ダンスミュジック』完売に伴う公式ブートレグ（ミックス違い）。
4. 純情LIVE （2020年4月3日、ROSE RECORDS、CD: ROSE-245、LP: ROSE-245X）
  - 曽我部恵一との共作。2019年10月22日に青山月見ル君想フにて開催されたイベント『酔いどれ東京ダンスミュージック 〜真黒毛ぼっくす34周年記念〜』での音源を収録。
  - INTRO (東京)／baby blue／コーヒーと恋愛／九十九里浜まで／さよなら! 街の恋人たち／海岸行き／愛と笑いの夜／アダチダイナマイトレビュー／レフトフライ／恋人たちのロック／酔いどれ東京ダンスミュージック／サマー・ソルジャー

#### ミニアルバム
1. ダイナマイト （1988年、太陽レコード、LEO-016）
  - アンダーグランドの女王／LOVESONG／月夜のためのセレナーデ／ダイナマイト
2. 4月のカウボーイ （2021年1月28日、青空レコード、AOZ-016）
  - アルコルの空／水玉ワンピース／パノラマ／上海急行／取手トワイライト／5月6日の唄
3. 素晴らしき世界に （2022年1月、青空レコード、AOZ-017）
  - ひかりのテーマ／無題／終わりの唄／赤い車／なみとピリ空／素晴らしき世界に／桜の木の下で／パストシング

### シングル
1. レフトフライ （2005年、青空レコード、AOZ-006）
  - レフトフライ／レノンさん／月の散歩道

### 参加作品
1. SOS Series Vol.4 - NON SECTIONALISM （1989年、ビクター、VDR-9063）
  - インディーバンドのコンピレーション。M-5「ハリケーン」を収録。
2. 青空十景 （2000年9月、青空レコード、AOZ-004）
  - 大槻自身によるレーベル、青空レコードのコンピレーション。M-3「ウェディングソング」、M-7「東京の空の下」を収録。
3. 家、ついて行ってイイですか? BEST HITS 〜終電と人生と歌と〜
  - テレビ東京「家、ついて行ってイイですか?」のコンピレーション。視聴者プレゼント用の非売品。M-3「歓びのダンス」、M-4「九十九里浜まで」で参加。

## 出演
- 三宅裕司のいかすバンド天国 （1990年2月10日、TBS）
- 家、ついて行ってイイですか?  （2016年12月10日、2020年9月16日、テレビ東京）
- 酔いどれ東京ダンスミュージック （2017年） - 同バンドのドキュメンタリー映画。長瀬由依監督。東京ドキュメンタリー映画祭2019出品作品[12]。